# كلون بارب
كلون بارب (بالإنجليزية: clown barb)‏ ، (باللاتينية: Puntius everetti) ، هي سمكة زينة شبه عدوانية موطنها جنوب شرق اسيا، سنغافورة، بورنيو، وجزر بورجينيان. تعتبر الكلاون بارب كانها مسالمه ولكن في بعض الأحيان قد تهاجم الأسماك الأصغر منها في الحجم وتأكلهم. يصل حجمها في البرية إلى 15 سم، وفي الأحواض إلى 10 سم. أخذت السمكة أسمها من نمط لون جسمها والذي يشبه المهرج، وتتميز بزعانفها الحمراء واللون الأصفر الذهبي، والنقط التي على جسمها. تأكل كل أنواع الغذاء المجفف والأغذية الحية، وتحتاج درجة حرارة من 26 :28. أنثى الكلون بارب أثقل وخصوصا خلال خلال موسم التزاوج، الذكور الأكثر ألوانا والأنحل جسما.